# Nikolai Weber
Nikolai Weber (* 25. Oktober 1980 in Münzenberg) ist ein ehemaliger deutscher Handballtorwart. Er ist 1,95 m groß und spielte zuletzt beim Zweitligisten TV Hüttenberg. 

## Karriere
Nikolai Weber begann in seiner Heimatstadt bei der HSG Münzenberg/Gambach mit dem Handballspiel. Bereits im Jahr 2000 kam er zur HSG Wetzlar, für die er auch in der Bundesliga debütierte. Hinter Axel Geerken und Waldemar Strzelec war er jedoch zunächst nur dritte Wahl im Wetzlarer Tor. Um mehr Spielpraxis zu sammeln wechselte er 2002 zum damaligen Zweitligisten TV Gelnhausen. Dort blieb er drei Jahre, ehe er 2005 zu den Wetzlarern zurückkehrte. Er entwickelte sich zum  Stammtorhüter und Führungsspieler der Bundesligamannschaft. Ab der Saison 2013/14 spielte Weber für die TSV Hannover-Burgdorf. Im Sommer 2015 kehrte er nach Wetzlar zurück, wo er einen Dreijahresvertrag unterschrieb. Weber war bereits 2011/12 Kapitän der Wetzlarer Mannschaft und wurde für die Saison 2016/17 wieder zum Kapitän bestimmt.
Ab der Saison 2018/19 trug er das Trikot des TV 05/07 Hüttenberg. Dort beendete er im Jahr 2021 seine Karriere.
Nikolai Weber hat vier Länderspiele für die deutsche Junioren-Nationalmannschaft bestritten.

## Privates
Nikolai Weber ist Gründer und Geschäftsführer der Firma Bohnen&Soehne Spezialitätenkaffee und führt eine Espresso-Bar in der Wetzlarer Altstadt sowie eine Kaffeerösterei.